# Marble Point

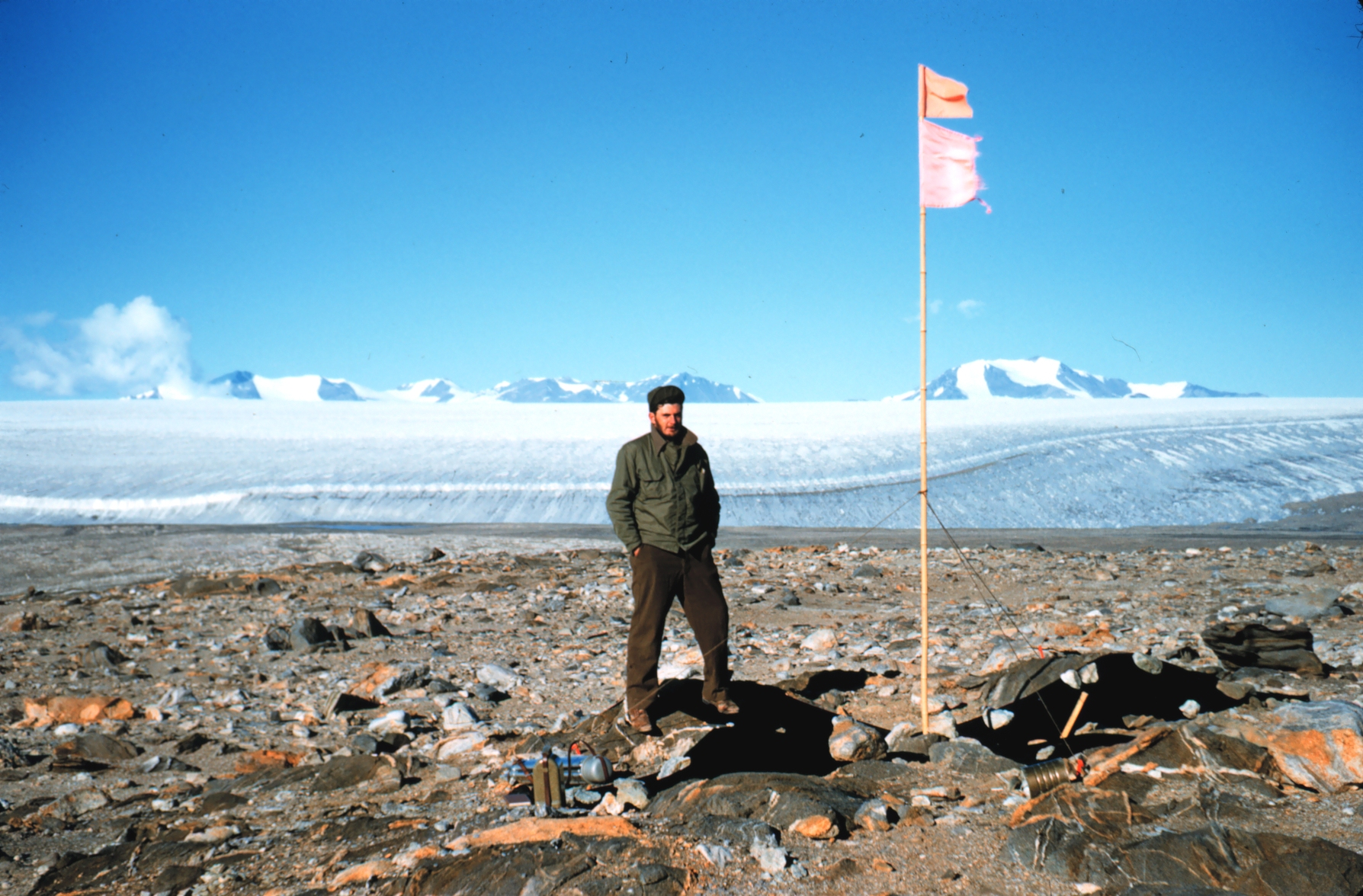
Marble Point en 1957.

Marble Point est un promontoire rocheux antarctique situé sur la côte de la Terre Victoria, abritant une base scientifique américaine. La base est utilisée comme station de stockage de carburant pour les hélicoptères desservant l'intérieur du continent, dont les vallées sèches de McMurdo. Quand le temps est clément pendant l'été austral les hélicoptères peuvent atterrir et décoller toute la journée de Marble Point.

## Histoire
La station scientifique de Marble Point est située entre le glacier Wilson Piedmont et la mer, à environ 80 km de la base antarctique McMurdo. Les forces armées américaines ont construit la station de Marble Point sur la côte ouest du détroit de McMurdo en 1956 en préparation de l'année géophysique internationale (1957-58). On y a construit une piste d'atterrissage sur surface dure. Le premier avion à avoir atterri en Antarctique sur des roues sur surface dure est un VX-6 Otter, en 1957 ; à bord se trouvait l'amiral Dufeck de l'US Navy et l'explorateur néo-zélandais Sir Edmund Hillary. Un avion De Havilland DHC-3 Otter s'écrase sur un lac en décollant de Marble Point le 4 janvier 1959, tuant deux hommes. L'avion faisait partie de l'opération Deep Freeze IV.

## Aujourd'hui

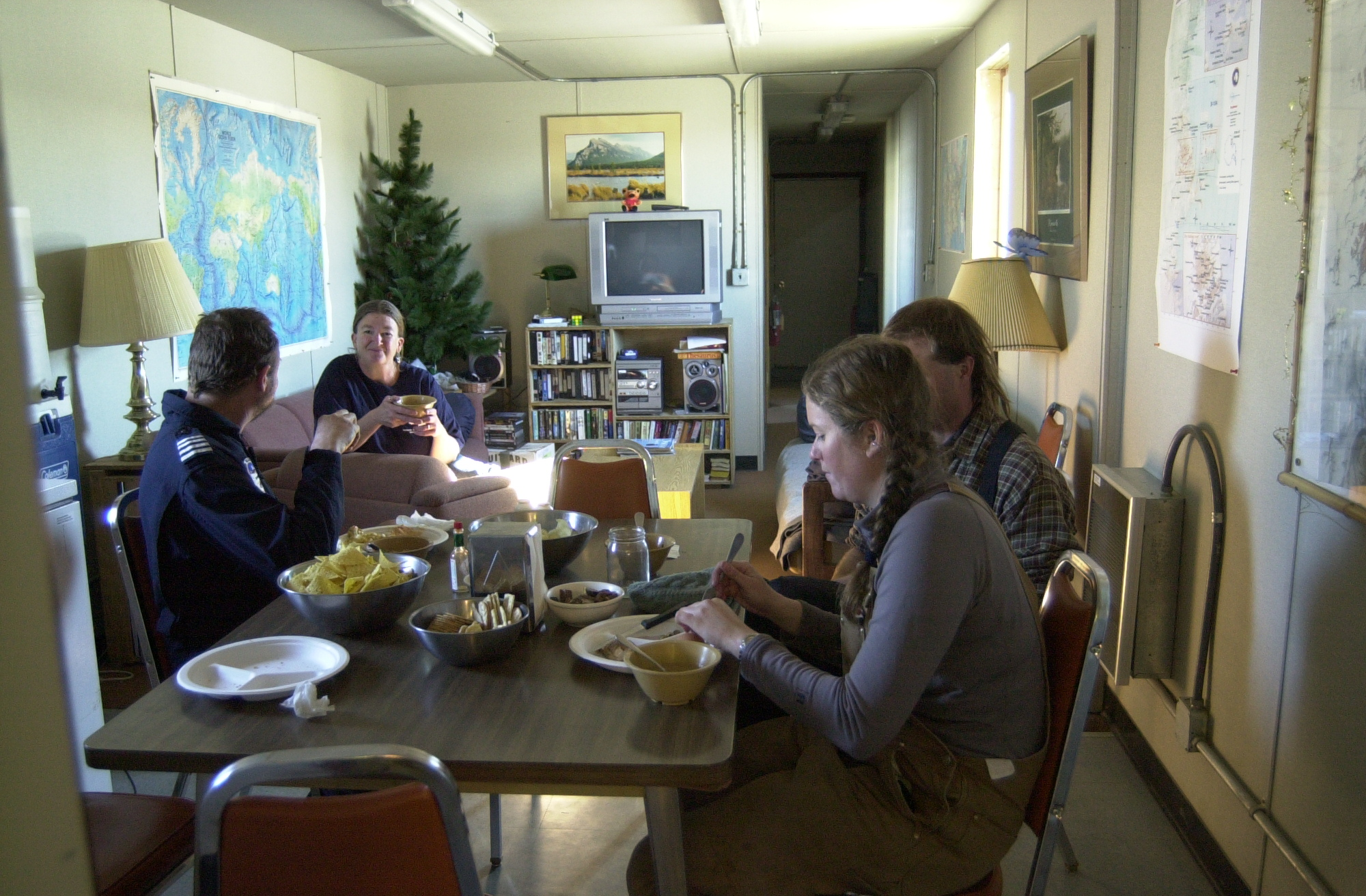
Repas

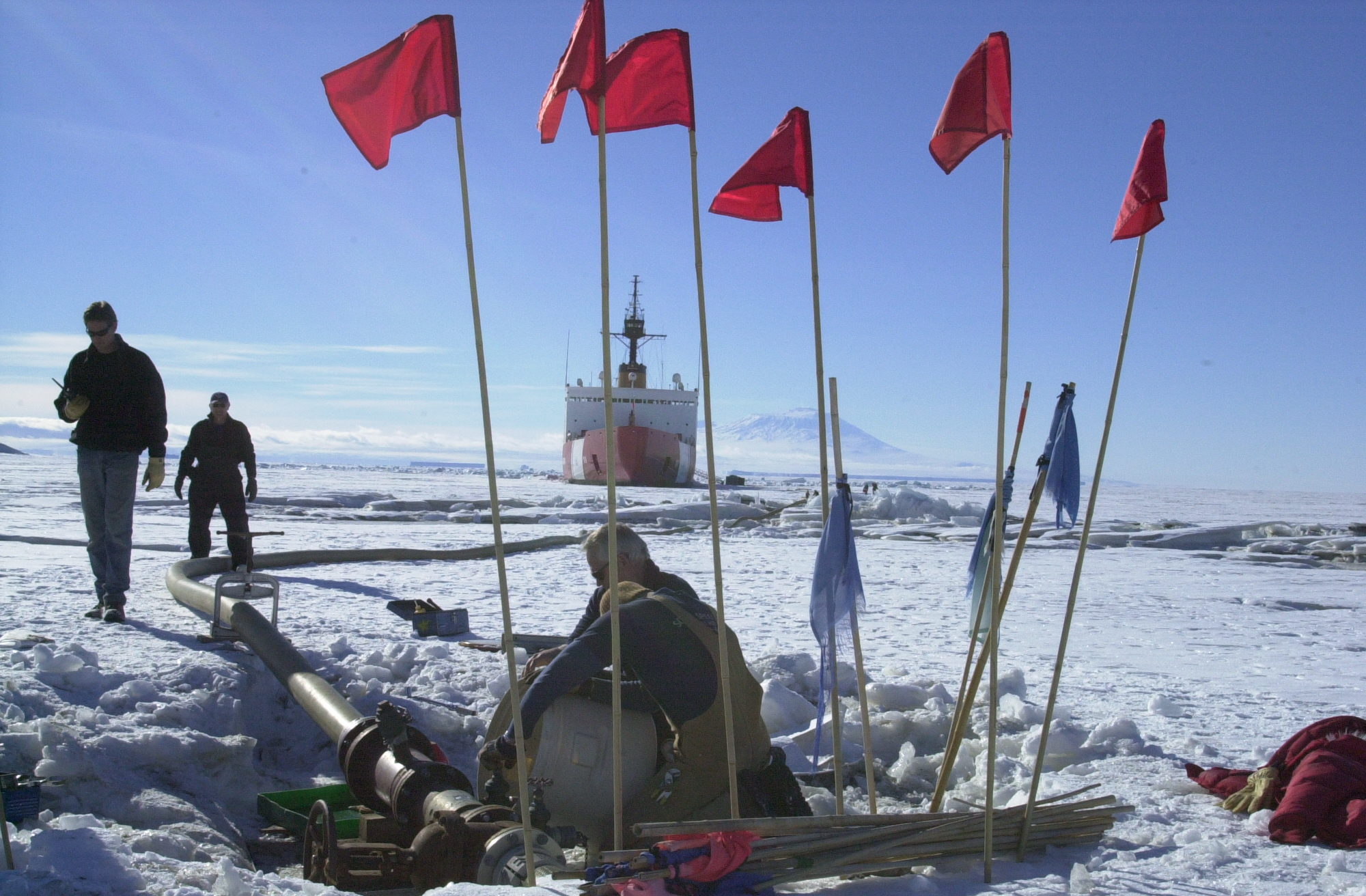
Livraison de carburant

Aujourd'hui Marble Point est occupé pendant l'été austral par un chef de station, un cuisinier, et un responsable des carburants. Des repas chauds et un logement simple peut être fourni pour 14 personnes, qui généralement y passent en escale avant de continuer leurs voyages vers l'une des principales bases antarctiques ou à l'intérieur des terres pour y effectuer des recherches.
Le personnel dépend de la neige fondue pour l'eau potable. Un bulldozer est utilisé pour en récupérer du glacier Wilson Piedmont ; cette neige est ensuite versée dans une machine pour la fondre et ensuite la filtrer. Parmi les autres équipements on trouve une station météo automatisée.
Le United States Antarctic Program y a effectué deux grands nettoyages lors des étés austraux 1989-1990 et 1990-1991. En effet plusieurs fuites de carburant avaient été détectées, et en 2001 il y avait encore quelques fuites visibles vieille de plus de 40 ans. Aujourd'hui on nettoie régulièrement et on stocke les ordures pour ensuite les transporter à la base antarctique McMurdo.
Chaque été austral un brise-glace américain se rend à Marble Point pour livrer du carburant qui sera utilisé pour les hélicoptères. Le navire peut amarrer à environ 500 m de la plage, et le fioul est ainsi livré par pipeline. On livre également par camion depuis la base antarctique McMurdo.

## Tourisme
L'isolement de Marble Point ainsi que la mer gelée limitent le tourisme dans la région. Toutefois, le brise-glace russe Kapitan Khlebnikov effectue des croisières dans la mer de Ross et le détroit de McMurdo. En 1993 il a amarré sur la glace de la côte située devant Marble Point. Les touristes purent effectuer des excursions en hélicoptère vers les vallées sèches de McMurdo.